# Xã Monterey, Quận Cuming, Nebraska
Xã Monterey (tiếng Anh: Monterey Township) là một xã thuộc quận Cuming, tiểu bang Nebraska, Hoa Kỳ. Năm 2010, dân số của xã này là 205 người.